# Euderomphale sulciscapus
Euderomphale sulciscapus är en stekelart som beskrevs av Christer Hansson och Lasalle 2003. Euderomphale sulciscapus ingår i släktet Euderomphale och familjen finglanssteklar. Inga underarter finns listade i Catalogue of Life.